# Alomiinae
Alomiinae, podtribus glavočika,  dio tribusa Eupatorieae . Postoje 14 rodova Tipični rod Alomia raširen je po Meksiku.

## Rodovi
1. Alomia Kunth (4 spp.)
2. Brickellia Elliott (108 spp.)
3. Steviopsis R. M. King & H. Rob. (5 spp.)
4. Brickelliastrum R. M. King & H. Rob. (2 spp.)
5. Flyriella R. M. King & H. Rob. (4 spp.)
6. Ageratella A. Gray ex S. Watson (1 sp.)
7. Asanthus R. M. King & H. Rob. (3 spp.)
8. Malperia S. Watson (1 sp.)
9. Pleurocoronis R. King & H. Rob. (3 spp.)
10. Kyrsteniopsis R. M. King & H. Rob. (7 spp.)
11. Carminatia Moc. ex DC. (4 spp.)
12. Crossothamnus R. M. King & H. Rob. (4 spp.)
13. Helogyne Nutt. (8 spp.)
14. Condylopodium R. M. King & H. Rob. (6 spp.)